# Motte von Urr
Die Motte von Urr liegt bei Haugh of Urr, nördlich von Dalbeattie in Dumfries and Galloway in Schottland.

Motte und Bailey Prinzipskizze

Trotz der Lage im Flachland am Urr Water, bot die Motte, deren Wälle und Gräben steiler und anfangs mit einem Holzturm und einer großen Palisade gekrönt waren, bis ins 18. Jahrhundert ein imposantes Bild. Die Motte liegt am Ende einer Vorburg (englisch bailey), die mit fünf Hektar zu den größten in Großbritannien gehört, in der ein Backhaus, Scheunen, Ställe und Wohngebäude lagen. Der Graben um die Vorburg ist 15 m breit und mit einem äußeren Wall versehen. Dämme auf der Südost- und Nordwestseite führten in die Motte. Zwischen 1951 und 1953 erfolgte Ausgrabungen auf der Motte zeigten, dass die Originalstrukturen zwischen 1130 und 1160 entstanden und noch im 12. Jahrhundert durch einen Brand zerstört worden waren. Die anschließende Erweiterung und Nutzung endete im 14. Jahrhundert.
In der Nähe liegt die Motte von Mark.